# Microsoft Baseline Security Analyzer
MBSA (Microsoft Baseline Security Analyzer) ist ein kostenloses Werkzeug, das Windows auf Sicherheitslücken untersucht. Es soll etwa typische sicherheitsrelevante Fehlkonfigurationen in Microsoft-Produkten und Windows ausfindig machen. Außerdem überprüft es, ob alle aktuellen Sicherheitsupdates vorhanden sind. Das Programm kann ohne Gültigkeitsprüfung bei Microsoft heruntergeladen werden.

## Version 2.0
MBSA 2.0 läuft auf den Betriebssystemen Windows 2000, Windows XP und den Windows Server 2003. Er analysiert den Webserver IIS in der Version 5.0 und 6.0, den SQL-Server in Version 7.0 und 2000, den Internet Explorer ab Version 5.01 und Microsoft Office 2000, 2002 und 2003. Version 2.1 unterstützt auch Windows Vista, Windows Server 2008 und alle x64-Versionen. Es ist auch ein Befehlszeileninterpreter integriert.
Es werden Sicherheitsupdates für Microsoft Office XP überprüft und Bewertungen angegeben, wie schwerwiegend ermittelte Sicherheitsprobleme sind.
Weitere Bereiche, die von MBSA überprüft werden können, sind:
- Die Hardware wird auf Aktualität der Treiber und BIOS-Versionen überprüft.
- Das Betriebssystem wird das Vorhandensein aktueller Updates und Patches überprüft.
- Die Einstellungen der Benutzerkonten werden bezüglich der Kennwortsicherheit überprüft.
- Serveranwendungen, wie Exchange, SQL, IIS und andere MS Anwendungen werden überprüft
- Clientsoftware, wie Office XP (ggf. 3rd-Party-Software), werden ebenfalls geprüft.

Der MBSA ausführende Benutzer benötigt auf dem zu scannenden Computer lokale Administratorenrechte, außerdem müssen die administrativen Freigaben aktiviert sein.

## Version 2.1
MBSA 2.1 unterstützt zusätzlich Windows Vista sowie Windows Server 2008 und die 64-Bit-Versionen der Betriebssysteme. Mit der Version wurde die Unterstützung für Windows XP und SQL Server 2005 erhöht. Des Weiteren gibt es zwei neue Befehlszeilenoptionen für die Ausgabe von Berichten in einem angegebenen Ordner und für die Nutzung der Grafikoberfläche statt der Eingabeaufforderung während der Prüfung. MBSA ist nun mit WSUS 2.0 und 3.0 kompatibel. Auch diese MBSA-Version kann nur von Administratoren bei aktivierten administrativen Freigaben genutzt werden.

## Version 2.2
MBSA 2.2 unterstützt auch Windows 7 32Bit als auch 64Bit Versionen. Auch sind Verbesserungen von Microsoft eingearbeitet worden.

## Version 2.3
MBSA 2.3 unterstützt weiterhin die schon genannten älteren Betriebssysteme von Microsoft ab Windows XP und zudem Windows 8 sowie 8.1, Windows Server 2008 R2, Windows Server 2012 sowie Server 2012 R2; unter Windows 10 ist es nicht mehr lauffähig. Des Weiteren sind Verbesserungen von Microsoft eingearbeitet worden.